# Trieces masoni
Trieces masoni là một loài tò vò trong họ Ichneumonidae.